# Edward Chace Tolman
Edward Chace Tolman (1886-1959) fou un psicòleg nord-americà notable pels seus estudis sobre la cognició dins de la psicologia del comportament.

## Primers anys i carrera
Nasqué a West Newton, Massachusetts. El seu germà, Richard Chace Tolman, fou un físic de l'Institut Caltech. Estudià en l'Institut Tecnològic de Massachusetts, on es graduà en electroquímica el 1911. Es doctorà en la Universitat Harvard el 1915. La major part de la seua carrera la va passar a la Universitat de Califòrnia a Berkeley entre 1918 i 1954, on ensenyava psicologia.
El 1957 rep el premi de l'Associació Psicològica Nord-americana (APA) per les seues contribucions científiques. El 1959 rep un doctorat en lleis honorari de la Universitat de Califòrnia.

## Obra
A Tolman se'l coneix més pels seus estudis en rates en laberints: en publicà molts articles sobre experiments, dels quals el seu treball amb Ritchie i Kalish del 1946 fou el més influent. Les seues majors contribucions teòriques apareixen al 1932, en la seua obra Conducta propositiva en animals i humans, i en una sèrie de monografies en la Psychological Review, Els determinants de la conducta en el punt de decisió (1938), Mapes cognitius en rates i persones (1948), i Principis d'acompliment (1955).
Tot i que Tolman era fermament conductista en la seua metodologia, no fou un conductista radical com B. F. Skinner. Com el títol del seu llibre de 1932 indica, volia utilitzar mètodes per a comprendre els processos mentals d'humans i altres animals. En els seus estudis de l'aprenentatge de rates, Tolman intentà demostrar que els animals podien aprendre fets sobre el món que podrien usar de manera flexible, en comptes de simplement aprendre respostes automàtiques propiciades per estímuls ambientals. En el llenguatge del seu temps, Tolman fou un teòric E-E (estímul-estímul). Es recolzà en la psicologia Gestalt per argüir que els animals podien aprendre les connexions entre estímuls sense requerir cap fet explícit que fos biològicament rellevant perquè l'aprenentatge ocorregués. La teoria rival, la molt més mecanicista E-R (estímul-resposta), que veia la conducta com dirigida per reforços, la defensava Clark L. Hull.
Una monografia clau, escrita per Tolman, Ritchie i Kalish al 1946, demostrà que les rates que havien explorat un laberint amb aliment en un període en què no tenien fam el pogueren recórrer correctament en el primer intent quan estaven famolenques. Hull i els seus seguidors, però, van ser capaços de trobar explicacions alternatives a les de Tolman, i el debat entre proponents de la teoria E-E i els de la teoria E-R es feu més embullat. L'article iconoclasta de Skinner "Són necessàries les teories de l'aprenentatge?" persuadí molts psicòlegs interessats en l'aprenentatge animal que era més productiu centrar-se en la conducta mateixa en comptes d'usar-la per a fer hipòtesis sobre estats mentals.
En els decennis de 1950 i 1960, la influència de Tolman va decaure. Els seus assoliments, però, eren considerables. Els seus articles de 1938 i 1955, que responien a l'afirmació de Hull que havia deixat la rata "enterrada en pensaments" al laberint, que Hull fou incapaç de respondre, anticipà i preparà el terreny per a ulteriors treballs en psicologia cognitiva, quan els psicòlegs descobriren la teoria de la decisió (una línia de recerca que li valgué el premi Nobel a Daniel Kahneman al 2002). En el seu article de 1948, introduí el concepte de mapa cognitiu, que ha tingut extenses aplicacions en quasi tots els camps de la psicologia.
Quan en el darrer quart del s. XX, els investigadors en psicologia animal reprengueren l'estudi de la cognició animal, inspirats en l'èxit de la psicologia cognitiva humana, molts en tornaren a les idees i tècniques de Tolman. Dels tres grans figures de psicologia animal de mitjan s. XX −Tolman, Hull i Skinner−, podria dir-se que el llegat de Tolman és a hores d'ara el més viu, almenys en més recerca acadèmica.